# 아시안 게임 마카오 선수단
아시안 게임 마카오 선수단은 마카오 대표로 아시안 게임에 참가하는 선수단이다.

## 같이 보기
- 아시안 게임